# Albio Sires
Albio Sires, född 26 januari 1951 i Bejucal, La Havanna, är en kubansk-amerikansk politiker. Han representerar delstaten New Jerseys trettonde distrikt i USA:s representanthus sedan 2006.
Sires avlade 1974 sin grundexamen vid Saint Peter's College i Jersey City. Han avlade sedan 1985 sin master vid Middlebury College.
Sires var demokrat i sin ungdom. Han bytte 1985 parti till republikanerna. Han förlorade mot Frank Joseph Guarini i kongressvalet 1986. Sires skrev 1994 ut sig ur republikanerna. Han gick 1998 med i demokraterna på nytt. Sires var borgmästare i West New York 1995-2006.
Sires efterträdde 2006 Bob Menendez som kongressledamot.